# Шайхи
Шайхи́ (каз. Шайхы) — село у складі Курмангазинського району Атирауської області Казахстану. Входить до складу Тенізького сільського округу.
У радянські часи село називалося Хлібниково.
Населення — 51 особа (2021; 60 у 2009, 53 у 1999).